# Homalosorus
Homalosorus, monotipski rod papratnjača u redu osladolike. Jedina vrsta je H. pycnocarpos, rasprostranjena po SAD-u
Rod je opisana 1977.

## Sinonimi
- Asplenium angustifolium Michx.
- Asplenium pycnocarpon Spreng.
- Athyrium angustifolium Milde
- Athyrium pycnocarpon (Spreng.) Tidestr.
- Diplazium pycnocarpon (Spreng.) M.Broun
- Diplaziopsis pycnocarpa (Spreng.) M.G.Price
- Diplazium angustifolium (Milde) Butters